# Lensia havock
Lensia havock är en nässeldjursart som beskrevs av Totton 1941. Lensia havock ingår i släktet Lensia och familjen Diphyidae. Inga underarter finns listade i Catalogue of Life.